# 花塚隆志
花塚 隆志（はなつか たかし、1959年（昭和34年）9月17日 - ）は、日本の政治家。元栃木県さくら市長（2期）、元栃木県議会議員（4期）。

## 来歴
喜連川町立喜連川中学校、栃木県立宇都宮高等学校、成城大学法学部卒業。学習塾の塾長、矢板市の建設会社の役員、衆議院議員秘書を経て、1999年（平成11年）の栃木県議会議員選挙に出馬するも落選。 
2003年（平成15年）、県議選に無所属で再挑戦し初当選した。以降は自由民主党に所属し4回連続で当選。
2017年（平成29年）4月16日に行われたさくら市長選挙に立候補し、元市議の桜井秀美を破り初当選した。4月24日、市長就任。
2021年4月、無投票で再選。
2025年（令和7年）4月13日投開票の市長選挙では3期目を目指し、自民、公明両党の推薦を受けたが、元市職員の中村卓資に165票差で落選した。